# Pluto (Aristofane)
Pluto (in greco antico: Πλοῦτος?, Ploûtos) è una commedia di Aristofane, andata in scena per la prima volta ad Atene, alle Lenee del 388 a.C. Prende il nome dal dio greco della ricchezza, Pluto, ed è incentrata sulla diseguale distribuzione tra gli uomini del denaro, movente principale delle azioni umane.

## Trama
Il protagonista è un anziano cittadino di Atene, il povero ma onesto Cremilo, che insieme al servo Carione si reca presso l'oracolo di Delfi. Avendo infatti notato che nel mondo la ricchezza non è suddivisa equamente e soprattutto non premia gli onesti, Cremilo intende chiedere all'oracolo se anche il proprio figlio sia destinato a restare povero o meno. La risposta dell'oracolo è che egli dovrà seguire la prima persona che incontrerà all'uscita dal tempio. Quando Cremilo e Carione escono, incontrano uno straccione cieco, e cominciano quindi a interessarsi a lui. Ben presto il cieco si rivela essere Pluto, dio della ricchezza.
Convinto che la diseguale distribuzione della ricchezza derivi dalla cecità del dio, Cremilo si offre allora di ridargli la vista, in modo che Pluto possa distinguere tra onesti e disonesti e premiare solo i primi. Tuttavia arriva la personificazione della Povertà, la quale afferma che è un male che la ricchezza possa essere distribuita equamente. Proprio la necessità, infatti, spinge gli uomini a lavorare ed impegnarsi, mentre da ricchi essi diventano molli e fannulloni. Cremilo però non ascolta i consigli della Povertà e riesce a far recuperare la vista a Pluto grazie all'intervento miracoloso di Asclepio.
La conseguenza è che tutti diventano ricchi e benestanti, ma ciononostante le lamentele sul nuovo stato di cose sono molte: un sicofante va in rovina poiché non ha più gente da denunciare ed una vecchia non trova più giovani che vogliano soddisfarla a pagamento. Persino Zeus si lamenta che gli uomini non hanno più bisogno di fare offerte agli dei, ed Ermes, dio degli affari e degli arricchimenti, deve cercarsi un nuovo lavoro. Tuttavia i malumori si placano e nel finale tutti si avviano in corteo per accompagnare Pluto presso la sua dimora sul Partenone.

## Commento

### Ricchezza e povertà
L'opera che leggiamo oggi è il rifacimento di una commedia che Aristofane aveva scritto circa vent'anni prima, e tratta, come numerose altre commedie dell'autore, della possibilità di realizzare una grande utopia, in questo caso quella dell'eliminazione della povertà e di una distribuzione della ricchezza che premi gli onesti. I risultati però non sono quelli sperati e sono numerosi, tra uomini e dei, coloro che si lamentano del nuovo stato di cose.
Le argomentazioni più importanti vengono dalla Povertà, la quale afferma che grazie ad essa gli uomini sono spinti ad impegnarsi e a lavorare per costruirsi una migliore situazione di vita, mentre da ricchi si lasciano andare alle mollezze e non producono più nulla di positivo. E questo è ancor più vero per gli uomini politici, che una volta ottenuti potere e ricchezza perdono ogni scrupolo e cominciano ad arricchirsi a scapito del bene comune.
Appaiono poi numerosi altri personaggi, che per vari motivi non possono essere soddisfatti dell'equa distribuzione del denaro operata da Pluto: il sicofante, la vecchia, persino gli dei Zeus ed Ermes. Anche gli stessi Cremilo e Blepsidemo, una volta che hanno la prospettiva della ricchezza, diventano sordi ai richiami dei valori proposti dalla Povertà, al punto che il secondo dichiara di voler vivere nel lusso più sfrenato senza mai più muovere un dito in vita sua. I due diventano in effetti persone peggiori, non più produttive per la società umana. In conclusione, gli effetti di questa utopia si fanno imprevedibili e non prefigurano affatto un mondo migliore, come sperato da Cremilo.

### La satira
La commedia è agile e divertente nella prima parte, e la scena della guarigione di Pluto nel tempio di Asclepio è degna del miglior Aristofane, tuttavia la vena comica si smorza un po' nella seconda parte, con un finale un po' troppo affrettato. Ciononostante, grazie al suo contenuto moraleggiante, il Pluto divenne tra le opere di Aristofane più lette dall'epoca bizantina in avanti.

### Gli sgoccioli della commedia antica
Nel 388 a.C. Aristofane scriveva e metteva in scena commedie ormai da una quarantina d'anni. I bersagli delle sue prime opere (Cleone, Socrate, Euripide, Agatone) erano morti, e anche i gusti del pubblico stavano cambiando. La commedia antica, di cui Aristofane stesso è il massimo esponente, si andava evolvendo verso la commedia di mezzo. L'autore evidentemente percepì questi cambiamenti e vi si adeguò. Anche se il Pluto era stato originariamente scritto circa vent'anni prima, Aristofane operò in modo da adeguarsi ai tempi nuovi, riducendo sensibilmente la parte dedicata al coro: in quattro casi, invece del canto corale, appare la didascalia ΧΟΡΟΥ (chorou), che indica un semplice intermezzo di musica e danza per separare una scena dalla successiva; scompare inoltre la parabasi. In effetti la trama stessa della commedia non contiene più le sferzanti allusioni all'attualità ateniese che erano tipiche della commedia antica, ma una più generale riflessione sulla distribuzione del denaro tra gli uomini.

## Rappresentazioni significative
Nel 1981 il regista Mario Gonzalez mise in scena per il CRT di Milano una versione del Pluto con lo scopo di evidenziare la ghettizzazione dei poveri ed il potere corruttore del denaro. Cremilo e Blepsidemo, accecati dalla brama di ricchezza, finivano per uccidersi a vicenda.